# Pastor de Shetland

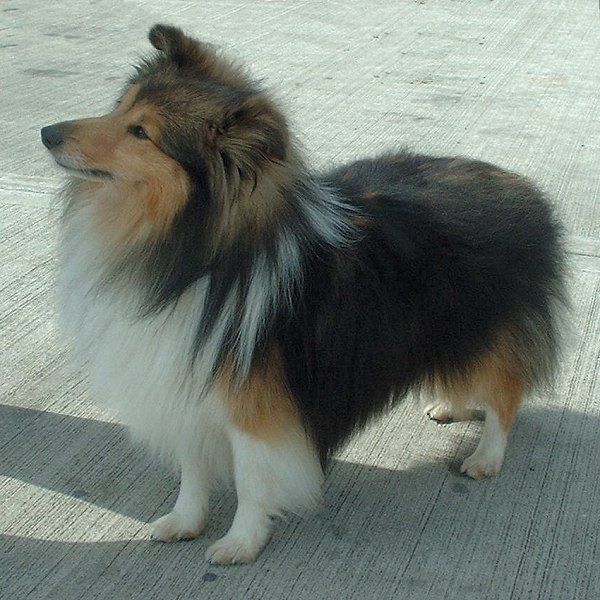
Pastor de Shetland

El Pastor de Shetland (en anglès Shetland Sheepdog) prové de les illes Shetland (Escòcia, Regne Unit), va ser intencionalment criat de grandària petita.

## Història
Aquesta raça de pasturatge es va originar a les illes Shetland, en les costes al nord-est d'Escòcia.
Durant segles el Shetland Sheepdog o Collie nan ha estat utilitzat en el camp per cuidar dels ramats. Deriva del possible encreuament entre collies, com el Scottish Collie, i gossos nòrdics com el Yakki Islandès. La distinció de la raça va prendre lloc principalment al segle xx després de l'exportació de Shelties cap a Escòcia i altres llocs.
Aquest gos era utilitzat com a conductor de ramats d'ovelles, treball en el qual, malgrat la seva reduïda grandària, és excel·lent. Sap fins i tot fer-se respectar per bovins. Entre les seves peculiaritats aquesta el poder saltar voltes i tanques desproporcionades a la seva grandària. Actualment és un benvolgut gos de companyia que resulta a més un bon guardià.

## Característiques
- Cap: Deixa anar en forma de tascó.
- Musell i boca: La mossegada ha de ser de tisora, on en tancar la boca les dents d'a baix descansen en la part interior dels d'a dalt.
- Orelles: No gaire llargues. A la base són erectes, caient la punta cap a davant.
- Pèl: Llarg, llis i de textura dura. Molt pèl en el cap i coll.
- Color de pèl: Negres, gris, negre i blanc, negre i castany, tricolor.
- Cua: Llarga, abundant de pèl.
- Altura: A la creu o les espatlles: L'altura és de 33 a 41 cm.
- Ventrada: Usualment la ventrada és de cinc a sis cadells. Es registren ventrades de fins a vuit cadells.

## Temperament i caràcter
És un excel·lent gos de companyia, altament lleial. És alegre, intel·ligent i sempre disposat a obeir. Els Shelties són amorosos, lleials i afectuosos amb la família i naturalment, al marge, amb els estranys; per aquesta raó els Shelties han de ser socialitzats. Alguns poden ser molt reservats. Aquesta raça es porta molt bé amb els nens si es crien amb ells des d'una edat primerenca; no obstant això, la seva grandària petita fa que sigui fàcil a un nen accidentalment danyar-los, per això és necessària la supervisió.
Alguns Shelties tendeixen a mostrar una personalitat semblant a la d'un Terrier que tendeix a ser hiperactiu, i sempre llest, no obstant això aquest temperament no és sancionat en l'estàndard de la raça. Alguns poden ser tímids, però aquest temperament és específicament descoratjat per l'estàndard. La tendència cap a la timidesa, pot ser reduïda amb una socialització apropiada. El *Sheltie mitjà és un excel·lent gos de vigilància, donant lladrucs d'alarma quan una persona està a la porta o passa un cotxe.

## Cures
Requereix ser raspallat setmanalment, amb major freqüència quan està deixant anar el pèl. Un bany mensual ha de ser suficient per a aquesta raça, tret que s'embruti o faci mala olor. Les dents se li han de netejar almenys una vegada per setmana, tal vegada més freqüentment.

## Salut
Igual que el Collie de Pèl Llarg, hi ha una tendència a heretar malformacions i malalties als ulls. Cada cadell haurà de tenir els seus ulls examinats per un veterinari oftalmològic qualificat. Algunes línies poden ser susceptibles a hipotiroïdisme, epilèpsia, displàsia de maluc, o al·lèrgies a la pell. L'esperança de vida dels Shelties està entre els 10 i els 15 anys, encara que en alguns casos pot ser més i en uns altres pot ser menys.